# Efeito Signor-Lipps
Efeito Signor-Lipps é a denominação dada a um efeito, estudado pela paleontologia, no qual os registros fósseis refletem de forma errônea um evento de extinção. O efeito indica que, uma vez que o registro fóssil dos organismos nunca está completo, nem o primeiro e nem o último animal de um determinado grupo será gravado como fóssil em uma mesma camada. Conseqüentemente, mesmo uma extinção maciça vai parecer ser o resultado de uma extinção gradual nos registros estratigráficos.